# ۵۸۱ (خورشیدی)
۵۸۱ پانصد و هشتاد و یکمین سال هجری خورشیدی است.